# Jean-Baptiste de Verthamon
Jean-Baptiste de Verthamon (* um 1646 in Paris, Königreich Frankreich; † 20. März 1735 in Pamiers, Königreich Frankreich) war ein französischer Geistlicher, der von 1693 bis zu seinem Tod Bischof von Pamiers war.

## Werdegang
Jean-Baptiste de Verthamon wurde während der Regierungszeit von König Ludwig XIV. als zweiter Sohn von François-Michel de Verthamon († 1697) und seiner Ehefrau Renée Quatre-Sous († 1657) in Paris geboren. Die letzten Kriegsjahre des Dreißigjährigen Krieges überschatteten seine ersten Lebensjahre. Sein Vater war 1647 Berater und 1653 Maître des requêtes vom Parlement de Paris. Sein Cousin Isaac-Jacques de Verthamon de Chalucet war Bischof von Couserans. Isaac-Jacques de Verthamon de Chalucet hatte zwei Neffen, die Brüder Michel de Verthamon de Chavagnac und Guillaume-Samuel de Verthamon de Chavagnac. Michel de Verthamon de Chavagnac war Bischof von Montauban (1728–1763) und Guillaume-Samuel de Verthamon de Chavagnac war Bischof von Luçon (1738–1758).
1676 promovierte Jean-Baptiste de Verthamon in Theologie an der Universität von Paris. In der Folgezeit bekleidete er eine Reihe von Ämtern: Oberhaupt der États du Pays de Foix, Kanoniker in der Palastkapelle Sainte-Chapelle in Paris und Generalvikar vom Erzbischof von Rouen. Am 8. September 1693 wurde er zum Bischof von Pamiers ernannt und am 9. November 1693 bestätigt. Die Bischofsweihe erfolgte 1694 durch den Erzbischof von Albi, Charles Le Goux de La Berchère, in der Pfarrkirche St-Paul-St-Louis in Paris. 1702 nahm de Verthamon als Deputierter der Province ecclésiastique de Toulouse in der Assemblée du clergé teil. Er wurde Oberhaupt von États de Foix. 
Als ein Jesuitenkolleg in Pamiers errichtet wurde, schloss Bischof de Verthamon sich am 12. April 1717 den Appelanten an. Bei den Appelanten handelte es sich um eine Gruppe von Klerikern, die sich der  Bulle Unigenitus Dei filius Papst Clemens’ XI. gegen die Jansenisten widersetzte und im Gegensatz zu Louis-Antoine Kardinal de Noailles seine Haltung auch später nicht änderte.
Jean-Baptiste de Verthamon starb 1735 im Alter von 89 Jahren, in seinem 41. Jahr im Amt des Bischofs. Er wurde in der Kathedrale Saint-Antonin hinter dem Altar beigesetzt.